# 문상초등학교
문상초등학교는 대한민국 충청북도 진천군에 있는 초등학교이다.

## 학교 연혁
- 1934. 04. 30 진천공립보통학교 부설 구곡간이학교 설립인가
- 1944. 03. 09 문상국민학교 승격
- 1944. 04. 04 문상국민학교 개교
- 1949. 07. 10 제1회 졸업식
- 1994. 06. 20 컴퓨터 교실 설치(20대)
- 1996. 03. 01 문상초등학교로 학교명칭 변경
- 2000. 12. 07 초고속 인터넷망 설치
- 2001. 01. 08 문덕리, 삼진아파트 공동학구 지정
- 2004. 02. 11 충청북도교육청 지정 기본학력확인제 시범학교 지정
- 2004. 09. 10 충청북도교육청 지정 기본학력확인제 시범학교 종결 발표
- 2006. 02. 16 신정리 우미아파트, 주공2차 아파트 공동학구 지정
- 2008. 03. 01 충청북도교육청 지정 방과후학교 시범학교 지정
- 2008. 10. 07 충청북도교육청 지정 방과후학교 시범학교 종결 발표
- 2009. 03. 01 교과부 요청 충청북도교육청 지정 디지털교과서 연구학교 지정
- 2011. 03. 01 특수학급 신설
- 2011. 03. 01 타기관 요청 충청북도교육청지정 청소년유해환경 시범학교 지정
- 2011. 12. 30 후관 3층 증축공사 및 2층 화장실 증축
- 2012. 01. 13 키폰 설치공사
- 2012. 02. 01 특수학급 리모델링
- 2012. 11. 14 타기관 요청 충청북도교육청지정 청소년유해환경 시범학교 운영 보고회
- 2012. 12. 14 2012학년도 나이스 운영 우수학교 기관 표창
- 2012. 12. 20 2012학년도 초등학교 학교평가 우수학교 기관 표창
- 2013. 03. 01 제25대 고선화 초빙교장 부임
- 2013. 09. 25 충청북도 진천교육지원청주관 진천교육 홍보 1분기, 3분기 우수기관 선정
- 2013. 10. 23 충청북도 진천군 쓰레기 20% 줄이기 및 분리배출 프로젝트 공모 최우수교 선정
- 2013. 12. 18 충청북도진천교육지원청 학교홈페이지 활용 우수학교 선정
- 2014. 03. 01 교육부요청 충청북도교육청지정 디지털교과서 시범학교 지정
- 2014. 09. 18 2014학년도 방과후학교 대상 우수학교 기관 표창
- 2014. 12. 12 2014학년도 충북 사이버학습 우수학교 기관 표창
- 2015. 02. 16 제67회 졸업식(총 3,135명)
- 2015. 03. 01 일반학급 6학급, 특수학급 1학급 편성, 병설유치원 1학급 편성